# Saison 2023 de l'équipe cycliste féminine Human Powered Health
La Saison 2023 de l'équipe Human Powered Health est la quatorzième de la formation.

## Préparation de la saison

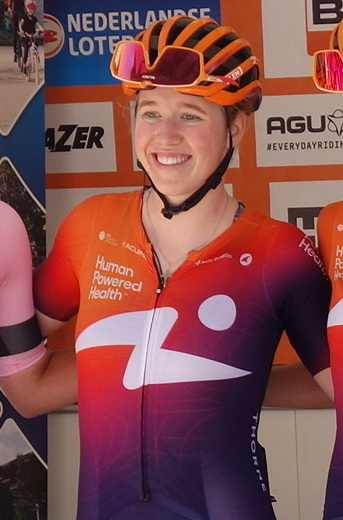
Marjolein van 't Geloof en 2013.

### Arrivées et départs
Les sprinteuses Alice Barnes et Marjolein van 't Geloof rejoignent l'équipe. Daria Pikulik et Jesse Vandenbulcke la renforcent également.
Evy Kuijpers et Olivia Ray quittent l'équipe.
| Arrivées                | Équipe 2022    |
| ----------------------- | -------------- |
| Alice Barnes            | Canyon-SRAM    |
| Daria Pikulik           | ATOM Deweloper |
| Jesse Vandenbulcke      | Le Col-Wahoo   |
| Marjolein van 't Geloof | Le Col-Wahoo   |

| Départs      | Équipe 2023      |
| ------------ | ---------------- |
| Evy Kuijpers | Fenix-Deceuninck |
| Olivia Ray   | Amateur          |

### Effectifs
| Effectif 2023                        | Effectif 2023     | Effectif 2023    | Effectif 2023                               |
| Cycliste                             | Date de naissance | Pays             | Équipe précédente                           |
| ------------------------------------ | ----------------- | ---------------- | ------------------------------------------- |
| Alice Barnes                         | 17 juillet 1995   | Royaume-Uni      | Canyon-SRAM Racing (2022)                   |
| Nina Buysman                         | 16 novembre 1997  | Pays-Bas         | Parkhotel Valkenburg (2021)                 |
| Ántri Christofórou                   | 2 avril 1992      | Chypre           | Farto-BTC (2022)                            |
| Henrietta Christie                   | 23 janvier 2002   | Nouvelle-Zélande | Bepink (2021)                               |
| Katie Clouse                         | 4 août 2001       | États-Unis       | DNA Pro Cycling (2020)                      |
| Mieke Kröger                         | 18 juillet 1993   | Allemagne        | Coop-Hitec Products (2021)                  |
| Makayla MacPherson                   | 17 septembre 2003 | États-Unis       |                                             |
| Barbara Malcotti                     | 19 février 2000   | Italie           | Valcar-Travel & Service (2021)              |
| Daria Pikulik                        | 6 janvier 1997    | Pologne          | Atom Deweloper-Posciellux.pl-Wrocław (2022) |
| Marit Raaijmakers                    | 2 juin 1999       | Pays-Bas         | Parkhotel Valkenburg (2021)                 |
| Kaia Schmid                          | 7 janvier 2003    | États-Unis       |                                             |
| Jesse Vandenbulcke                   | 17 janvier 1996   | Belgique         | Le Col-Wahoo (2022)                         |
| Marjolein van 't Geloof              | 27 mars 1996      | Pays-Bas         | Le Col-Wahoo (2022)                         |
| Lily Williams                        | 24 juin 1994      | États-Unis       | Hagens Berman-Supermint (2019)              |
| Eri Yonamine                         | 25 avril 1991     | Japon            | Tibco-Silicon Valley Bank (2021)            |
| Audrey Cordon-Ragot (1 avr.–31 déc.) | 22 septembre 1989 | France           | Trek-Segafredo (2022)                       |
|                                      |                   |                  |                                             |
| Source : ProCyclingStats             |                   |                  |                                             |

### Encadrement
Le directeur général est Ro de Jockere. Joanne Kiesanowski est la directrice sportive. Elle est assistée par Andrew Bajadali, Jonas Carney, Kenny Latomme, Jonathan McCarty, Hendrik Redant et Clark Sheehan.

## Victoires

### Sur route
| Victoires | Victoires                                   | Victoires | Victoires | Victoires          | Victoires |
| Date      | Course                                      | Pays      | Classe    | Vainqueur          |           |
| --------- | ------------------------------------------- | --------- | --------- | ------------------ | --------- |
| 15 janv.  | 1re étape, Women's Tour Down Under          | Australie | 2.WWT     | Daria Pikulik      |           |
| 4 fév.    | Aphrodite Cycling Race ITT                  | Chypre    | 1.2       | Ántri Christofórou |           |
| 8 fév.    | Aphrodite Cycling Race-Women for future     | Chypre    | 1.2       | Ántri Christofórou |           |
| 11 fév.   | Aphrodite's Sanctuary Cycling Race          | Chypre    | 1.2       | Jesse Vandenbulcke |           |
| 10 mai    | Championnat de Chypre du contre-la-montre   | Chypre    | CN        | Ántri Christofórou |           |
| 12 mai    | 4e étape du Tour de Bretagne                | France    | 2.1       | Daria Pikulik      |           |
| 14 mai    | Championnat de Chypre sur route             | Chypre    | CN        | Ántri Christofórou |           |
| 23 juin   | Championnat d'Allemagne du contre-la-montre | Allemagne | CN        | Mieke Kröger       |           |
| 24 juin   | Championnat du Japon sur route              | Japon     | CN        | Eri Yonamine       |           |
| 5 sept.   | 1re étape du Tour de l'Ardèche              | France    | 2.1       | Daria Pikulik      |           |
| 7 sept.   | 3e étape du Tour de l'Ardèche               | France    | 2.1       | Daria Pikulik      |           |
| 10 sept.  | 6e étape du Tour de l'Ardèche               | France    | 2.1       | Barbara Malcotti   |           |
| 17 oct.   | Tour du Guangxi                             | Chine     | 1.WWT     | Daria Pikulik      |           |

### Résultats sur les courses majeures

#### World Tour
| UCI Women's World Tour | UCI Women's World Tour | UCI Women's World Tour | UCI Women's World Tour                   | UCI Women's World Tour  | UCI Women's World Tour | UCI Women's World Tour |
| Date                   | n°                     | Pays                   | Course                                   | Meilleure coureuse      | Classement             |                        |
| ---------------------- | ---------------------- | ---------------------- | ---------------------------------------- | ----------------------- | ---------------------- | ---------------------- |
| 15 – 17 janv.          | 1                      | Australie              | Women's Tour Down Under                  | Henrietta Christie      | 7e                     |                        |
| 28 janv.               | 2                      | Australie              | Cadel Evans Great Ocean Road Race Women  | Nina Buysman            | 3e                     |                        |
| 9 – 12 fév.            | 3                      | Émirats arabes unis    | Tour des Émirats arabes unis             | Nina Buysman            | 22e                    |                        |
| 25 fév.                | 4                      | Belgique               | Circuit Het Nieuwsblad                   | Alice Barnes            | 38e                    |                        |
| 4 mars                 | 5                      | Italie                 | Strade Bianche                           | -                       | -                      |                        |
| 11 mars                | 6                      | Pays-Bas               | Tour de Drenthe                          | Lily Williams           | 26e                    |                        |
| 19 mars                | 7                      | Italie                 | Trofeo Alfredo Binda-Comune di Cittiglio | -                       | -                      |                        |
| 23 mars                | 8                      | Belgique               | Classic Bruges-La Panne                  | Marjolein van 't Geloof | 37e                    |                        |
| 26 mars                | 9                      | Belgique               | Gand-Wevelgem                            | Kaia Schmid             | 62e                    |                        |
| 2 avr.                 | 10                     | Belgique               | Tour des Flandres                        | Henrietta Christie      | 34e                    |                        |
| 8 avr.                 | 11                     | France                 | Paris-Roubaix                            | Jesse Vandenbulcke      | 20e                    |                        |
| 16 avr.                | 12                     | Pays-Bas               | Amstel Gold Race                         | Nina Buysman            | 40e                    |                        |
| 19 avr.                | 13                     | Belgique               | Flèche wallonne                          | Nina Buysman            | 38e                    |                        |
| 23 avr.                | 14                     | Belgique               | Liège-Bastogne-Liège                     | Marit Raaijmakers       | 58e                    |                        |
| 1 – 7 mai              | 15                     | Espagne                | Tour d'Espagne                           | -                       | -                      |                        |
| 12 – 14 mai            | 16                     | Espagne                | Tour du Pays basque                      | -                       | -                      |                        |
| 18 – 21 mai            | 17                     | Espagne                | Tour de Burgos                           | -                       | -                      |                        |
| 26 – 28 mai            | 18                     | Royaume-Uni            | RideLondon-Classique                     | -                       | -                      |                        |
| 17 – 20 juin           | 19                     | Suisse                 | Tour de Suisse                           | -                       | -                      |                        |
| 30 juin – 9 juill.     | 20                     | Italie                 | Tour d'Italie                            | Barbara Malcotti        | 19e                    |                        |
| 23 – 30 juill.         | 21                     | France                 | Tour de France Femmes                    | Audrey Cordon           | 24e                    |                        |
| 23 – 27 août           | 22                     | Norvège                | Tour de Scandinavie                      | Nina Buysman            | 31e                    |                        |
| 2 sept.                | 23                     | France                 | Grand Prix de Plouay                     | Audrey Cordon           | 12e                    |                        |
| 5 – 10 sept.           | 24                     | Pays-Bas               | Simac Ladies Tour                        | -                       | -                      |                        |
| 15 – 17 sept.          | 25                     | Suisse                 | Tour de Romandie                         | Nina Buysman            | 43e                    |                        |
| 12 – 14 oct.           | 26                     | Chine                  | Tour de l'île de Chongming               | Daria Pikulik           | 3e                     |                        |
| 17 oct.                | 27                     | Chine                  | Tour du Guangxi                          | -                       | -                      |                        |

#### Grands tours
| Grand tour            | Tour d'Espagne | Tour d'Italie          | Tour de France      |
| --------------------- | -------------- | ---------------------- | ------------------- |
| Coureuse (classement) | -              | Barbara Malcotti (19e) | Audrey Cordon (24e) |
| Accessits             | -              | -                      | -                   |

## Classement mondial
| Classement UCI | Classement UCI          | Classement UCI   | Classement UCI |
| Coureuse       | Coureuse                | Pays             | Points         |
| -------------- | ----------------------- | ---------------- | -------------- |
| 28e            | Daria Pikulik           | Pologne          | 1153 pts       |
| 47e            | Audrey Cordon-Ragot     | France           | 783.7 pts      |
| 78e            | Nina Buysman            | Pays-Bas         | 497 pts        |
| 106e           | Ántri Christofórou      | Chypre           | 339 pts        |
| 110e           | Barbara Malcotti        | Italie           | 329 pts        |
| 128e           | Henrietta Christie      | Nouvelle-Zélande | 298 pts        |
| 182e           | Marjolein van 't Geloof | Pays-Bas         | 206 pts        |
| 214e           | Lily Williams           | États-Unis       | 172 pts        |
| 248e           | Eri Yonamine            | Japon            | 143 pts        |
| 277e           | Jesse Vandenbulcke      | Belgique         | 126 pts        |
| 431e           | Mieke Kröger            | Allemagne        | 68.3 pts       |
| 502e           | Kaia Schmid             | États-Unis       | 52 pts         |
| 580e           | Marit Raaijmakers       | Pays-Bas         | 40 pts         |
| 737e           | Katie Clouse            | États-Unis       | 25 pts         |
| 951e           | Alice Barnes            | Royaume-Uni      | 11 pts         |
| 1062e          | Makayla MacPherson      | États-Unis       | 8 pts          |